# Delayed
Delayed är den svenska musikgruppen Älgarnas trädgårds andra och sista studioalbum, utgivet på skivbolaget Silence Records 2001. Skivan utgavs på CD.
Skivan spelades in 1973-1974 i Decibel Studio i Stockholm. När skivan mixades uppdagades musikaliska och sociala splittringar i bandet. Som en följd av detta splittrades bandet och skivan kom inte att ges ut som planerat. När debutalbumet Framtiden är ett svävande skepp förankrat i forntiden återutgavs 1995 föddes tanken på att mixa klart och ge ut albumet. I maj 2001 åkte Söderqvist och Ternald upp till Silence Records i Koppom i Värmland och där mixades skivan klart tillsammans med Anders Lind. Samma år utgavs den under namnet Delayed.
Skivan återutgavs 2011 på Silence Records och japanska Arcàngelo. Inga bonuslåtar fanns med på denna.

## Låtlista
Där inte annat anges är låtarna skriva av Älgarnas trädgård.
1. "Take Off" – 7:55 (Christer Öhman, citat: Gustav Holst)
2. "Interstellar Cruise" – 12:39
3. "Reflection" – 0:40
4. "Almond Raga" – 7:38
5. "Beetlewater" – 3:37 (citat: Third Ear Band)
6. "The Arrival of Autumn – 4:41
7. "My Childhood Trees" – 7:32 (text: Edith Södergran)

## Medverkande
- Andreas Brandt – fiol, sång, flöjt
- Mikael Johanson – bas, trummor, cittra, mellotron (spår 3)
- Anders Lind – inspelning, mixning
- Dennis Lundh – trummor tabla, slagverk
- Dan Söderqvist – gitarr, mixning
- Jan Ternald – synth, orgel, elpiano, mixning, omslag
- Sebastian Öberg – cello, sitar

### Fotnoter
1. 1 2 3 4  ”Delayed”. Discogs.com. http://www.discogs.com/%C3%84lgarnas-Tr%C3%A4dg%C3%A5rd-Delayed/release/1218702. Läst 10 januari 2013.
2. ↑  ”Älgarnas trädgård”. Progg.se. Arkiverad från originalet den 23 augusti 2010. https://web.archive.org/web/20100823090729/http://www.progg.se/band.asp?ID=204. Läst 10 januari 2013.